# 加納千秋
加納 千秋（かのう ちあき、1970年11月10日 - ）は、日本の女性声優。アーツビジョン所属。愛知県出身。

## 人物
以前はオフィスPACに所属していた。
方言は名古屋弁。
趣味・特技はアロマテラピー、スキー。

## 出演
太字はメインキャラクター。

### テレビアニメ
2005年
- とっとこハム太郎（米田和美）

2007年
- 古代王者 恐竜キング Dキッズ・アドベンチャー（古代亜紀、母親）
- 天才? Dr.ハマックス（白鯨）

2008年
- 古代王者 恐竜キング Dキッズ・アドベンチャー 翼竜伝説（古代亜紀）
- ゴルゴ13（CA）
- D.C.II S.S. 〜ダ・カーポII セカンドシーズン〜
- ネオ アンジェリーク Abyss（母親、マリーの母）
- BUS GAMER

2009年
- 黒神 The Animation（侍女）
- けいおん!（担当者）
- スティッチ!（客、タロウの母）
- リストランテ・パラディーゾ（マダム）

2010年
- おおきく振りかぶって 〜夏の大会編〜（救護班）

2012年
- ココロコネクト（稲葉の母）

2014年
- 神撃のバハムート GENESIS（リタの母親）
- とある飛空士への恋歌（ウルシラ伯爵夫人）
- ノブナガン（切り裂きジャック / ナイチンゲール）

2020年
- 宝石商リチャード氏の謎鑑定（畠敏子）

2023年
- NieR:Automata Ver1.1a（2023年 - 2024年、ヨルハ部隊司令官） - 2シリーズ

2023年
- 謎解きはディナーのあとで（西園寺琴江）

### 劇場アニメ
- 窓ぎわのトットちゃん（2023年、泰明ちゃんの母）

### OVA
- 異世界の聖機師物語（2009年、ジョジィ）

### Webアニメ
- 無限の住人-IMMORTAL-（2019年、浅野時）

### ゲーム
- アーマード・コア フォーアンサー（2008年、シャミア・ラヴィラヴィ）
- ニーア オートマタ（2017年、ヨルハ部隊司令官）

### ドラマCD
- きら星ダイヤル（都）
- 純真にもほどがある!（アツミ）
- unison 〜ユニゾン〜（女性社員）

### 吹き替え

#### 担当女優
メリンダ・クラーク
- GOTHAM/ゴッサム シーズン2（グレース・バン・ダール）
- The O.C.（ジュリー・クーパー）
- CHUCK/チャック シーズン2 #2（サシャ・バナチェック）

#### 映画
- あぁ、結婚生活
- アパルーサの決闘 ※ビデオ・DVD版
- 雨に唄えば（キャシー〈デビー・レイノルズ〉）※PDDVD版
- いつか眠りにつく前に
- いつか晴れた日に（ルーシー）
- インビジブル2
- 美しき野獣（ユン・ジョンミン）
- エアポート/タービュランス（ジョンソン〈グウィニス・ウォルシュ〉）
- AVP2 エイリアンズVS.プレデター（サム〈リアム・ジェームズ〉）
- 88ミニッツ（ステファニー）
- エディット・ピアフ〜愛の讃歌〜（踊り子）
- EMMA エマ（ミセス・ウェストン〈ジェマ・ウィーラン〉）
- オーストラリア
- 王妃マリー・アントワネット
- ガス燈（ナンシー・オリヴァー〈アンジェラ・ランズベリー〉）※PDDVD版
- 案山子男〜オン・ザ・ビーチ〜（サンディ）
- がんばれ!ベアーズ（クリー・ブランド〈ジョイス・ヴァン・パタン〉）※テレビ朝日版
- ケイヴ・フィアー（アマンダ〈ハーレイ・ジョエル〉）
- ゲド〜戦いのはじまり〜（ノコギリソウ）
- 今宵、フィッツジェラルド劇場で（モリー〈マーヤ・ルドルフ〉）
- コモドVSキングコブラ（サンドラ〈ジェリー・マンゼイ〉）
- ゴッドファーザー PART II ※デジタル・リストアDVD・BD版
- ゴースト・イン・ザ・シェル（ダーリン〈アナマリア・マリンカ〉）
- コンクラーベ/天使と悪魔（召使い）
- 最後の恋のはじめ方
- ザ・シューター/極大射程
- 三十九夜（パメラ〈マデリーン・キャロル〉）※PDDVD版
- ストーン・カウンシル（クラリス〈エルザ・ジルベルスタイン〉）
- スピリット・ボクシング（ヘレン）
- ゼロ時間の謎（オード・ネヴィル〈キアラ・マストロヤンニ〉）
- セイブ・ザ・ワールド（アンジェラ・ハリス〈ロビン・タニー〉）
- 世界最速のインディアン（ウェンディ〈ジェシカ・コーフィール〉）
- ソウ2（ローラ・ハンター〈ビヴァリー・ミッチェル〉）
- その名にちなんで
- デトネーター ※ソフト版
- ドクター・ドリトル3（ヴィヴィカ〈シャーラン・シモンズ〉）
- 007 ドクター・ノオ（ミス・ターロー〈ゼナ・マーシャル〉）※DVD新録版
- 弾突 DANTOTSU（リズ〈ブランチャード・ライアン〉）
- 沈黙の脱獄
- デイ・アフター・トゥモロー（エルザ）※テレビ朝日版
- トランスフォーマー（女性乗組員）
- パニッシャー: ウォー・ゾーン
- バタリアン4（ベッキー〈エイミー=リン・チャドウィック〉）
- バタリアン5（ベッキー〈エイミー=リン・チャドウィック〉）
- 秘密のかけら（ボニー・トラウト〈ソニヤ・ベネット〉）
- フランドル
- ファイブ・ガールズ 呪われた制服（セシリア〈テラ・ヴァネッサ〉）
- プリティ・ヘレン
- ブレイキング・コップス（アイリス）
- ブレイキング・ニュース（グレース）
- ブロークン・トレイル 遥かなる旅路（ジー・ムーン）
- プロジェクトBB（マニ）
- ボーン・アルティメイタム
- ボビー（パトリシア〈ジョイ・ブライアント〉）
- マーベル・シネマティック・ユニバース
  - インクレディブル・ハルク
  - アベンジャーズ/エイジ・オブ・ウルトロン（ローラ・バートン〈リンダ・カーデリーニ〉）
  - アベンジャーズ/エンドゲーム（ローラ・バートン〈リンダ・カーデリーニ〉[9]）
- マリー・アントワネット（シャール公爵夫人〈オーロール・クレマン〉）
- ミシェル・ヴァイヨン（オデッサ）
- ミスト（ステファニー・ドレイトン〈ケリー・コリンズ・リンツ〉）
- ラブ&ジェラート（ハドレー）
- ランボー/最後の戦場
- レイン・オブ・アサシン（曽静〈ミシェル・ヨー〉、細雨〈ケリー・リン〉）
- レーシング・ブラッド（ジャニン〈ソニア・キルヒバーガー〉）
- ワイルド・ランナー
- 私の頭の中の消しゴム（ユナ）

#### ドラマ
- イルジメ 一枝梅（タン〈キム・ソンリョン〉）
- ヴェロニカ・マーズ（リン・エコールス〈リサ・リナ〉、ミンディ・オデル〈ジェイミー・レイ・ニューマン〉）
- NCIS: ニューオーリンズ シーズン3 #2（アン）
- エバーウッド 遥かなるコロラド（ニーナ・フィーニー〈ステファニー・ニズニック〉）
- オンエアー（カン・レヨン）
- カシミアマフィア
- キッドナップ（ヴィヴィアン・ガットマン〈メッチェン・アミック〉）
- 救命医ハンク セレブ診療ファイル（クレア・グラント〈スーザン・マイズナー〉、ケイト・マレー）
- 救命医ハンク4 セレブ診療ファイル（シドニー・バートレット〈アシュレー・ウィリアムズ〉）
- クリミナル・マインド FBI行動分析課（ティナ）
- クリミナル・マインド11 FBI行動分析課
- 刑事ナッシュ・ブリッジス
- ゴースト 〜天国からのささやき（ケイト〈レイチェル・シェリー〉）
- コールドケース6（ニッキー）
- ゴシップガール シーズン5（アレッサンドラ・スティール〈マリーナ・スコーシアーティ〉）
- THE MENTALIST メンタリストの捜査ファイル（テレサ・リズボン〈ロビン・タニー〉）
- ザ・ユニット 米軍極秘部隊（ケーラ）
- サード・ウォッチ（エマ・サンクレア〈スーザン・ケレチ・ワトソン〉）
- CSI:ニューヨーク2 ※異なる役で準レギュラー
- CSI:ニューヨーク4（容疑者X〈カム・ヘスキン〉）
- CSI:ニューヨーク7
- CSI:ニューヨーク8、9（クリスティーン・ホイットニー〈ミーガン・ドッズ〉）
- CSI:マイアミ
- CSI:15 科学捜査班（ディナ・ブライアント）
- シックス・フィート・アンダー
- 神鵰侠侶（耶律燕）
- スティーヴン・キングのキングダム・ホスピタル（番組レギュラー）
- スペシャル・ユニット GSG9 対テロ特殊部隊（シャフナー）
- スキャンダル 託された秘密
- ダメージ（デビー）
- チャーリー・ジェイド（ブルース・パドック〈ローランド・マライス〉）
- デクスター〜警察官は殺人鬼（リタ・ベネット〈ジュリー・ベンツ〉）
- ナイトライダーNEXT（サラ・グレイマン〈ディアンナ・ルッソ〉）
- 犯罪捜査官 アナ・トラヴィス（ゲイル）
- HEROES（メレディス・ゴードン〈ジェサリン・ギルシグ〉）
- ブラインドスポット タトゥーの女
- 碧血剣（何紅薬、紅娘子）
- BONES シーズン4（カレン、ケイティ）
- ホークアイ（ローラ・バートン）
- HOMELAND（アイリーン・マーガレット・モーガン）
- MAD MEN（ミッジ・ダニエルズ〈ローズマリー・デウィット〉）
- メントーズ〜世界の偉人たちからのメッセージ〜
- 流星花園II（大河原滋）
- 恋愛時代（ユニ）
- 私はラブ・リーガル5
- One Tree Hill（テレサ〈サラ・エドワーズ〉）

#### テレビ番組
- プロジェクト・ランウェイ3/NYデザイナーズバトル（アンジェラ・ケスラー）

#### アニメ
- ファンタスティック・フォー（インヴィジブル・ウーマン / スーザン・リチャーズ）
- モーターシティ（カイア）

### ラジオドラマ
- VOMIC 悪魔で候（斉藤時子）

### ボイスオーバー
- 宇宙の解体新書（ディスカバリーチャンネル）
- スーパープレゼンテーション（NHK-Eテレ）
  - 「宇宙について考える」（ルシアン・ウォーコウィッチの声）
- BS世界のドキュメンタリー（NHK-BS1）

### ナレーション
- まいにちスクスク（NHK-Eテレ）
- すくすく子育て（NHK-Eテレ）

### シリーズ一覧
1. ↑  第1クール（2023年）、第2クール（2024年）